# Teatro Greco Corbelli
Il Teatro Greco Corbelli è un ex teatro situato all'interno del castello dei Pico a Mirandola, in provincia di Modena.
Inaugurato nel 1791, dopo poco più di un secolo venne sostituito dal Teatro Nuovo.

## Storia

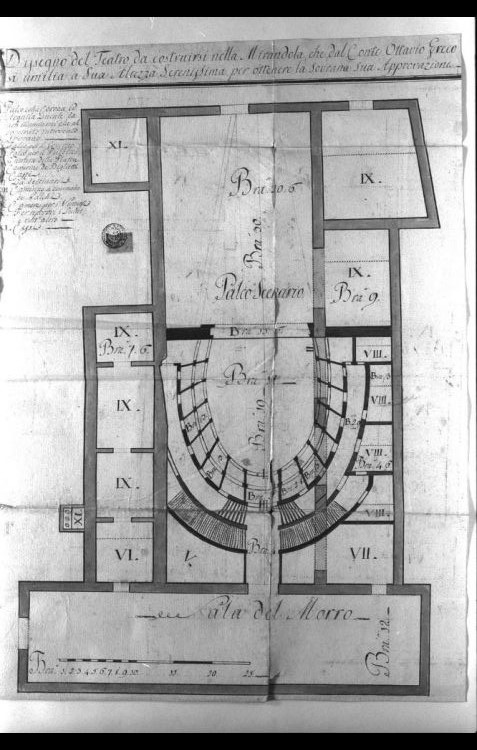
Disegno del teatro da costruirsi nella Mirandola che dal Conte Ottavio Greco Corbelli si umilia a Sua Altezza Serenissima per ottenere la sicura sua approvazione (1789)

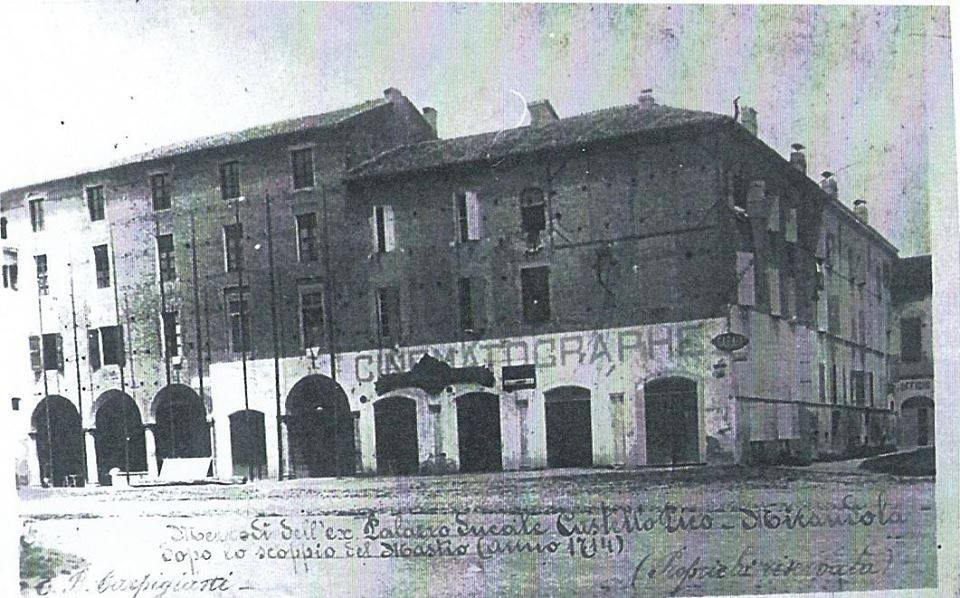
Palazzo Ducale del castello di Mirandola (inizio XX secolo), con l'indicazione del Cinematographe di Italo Pacchioni

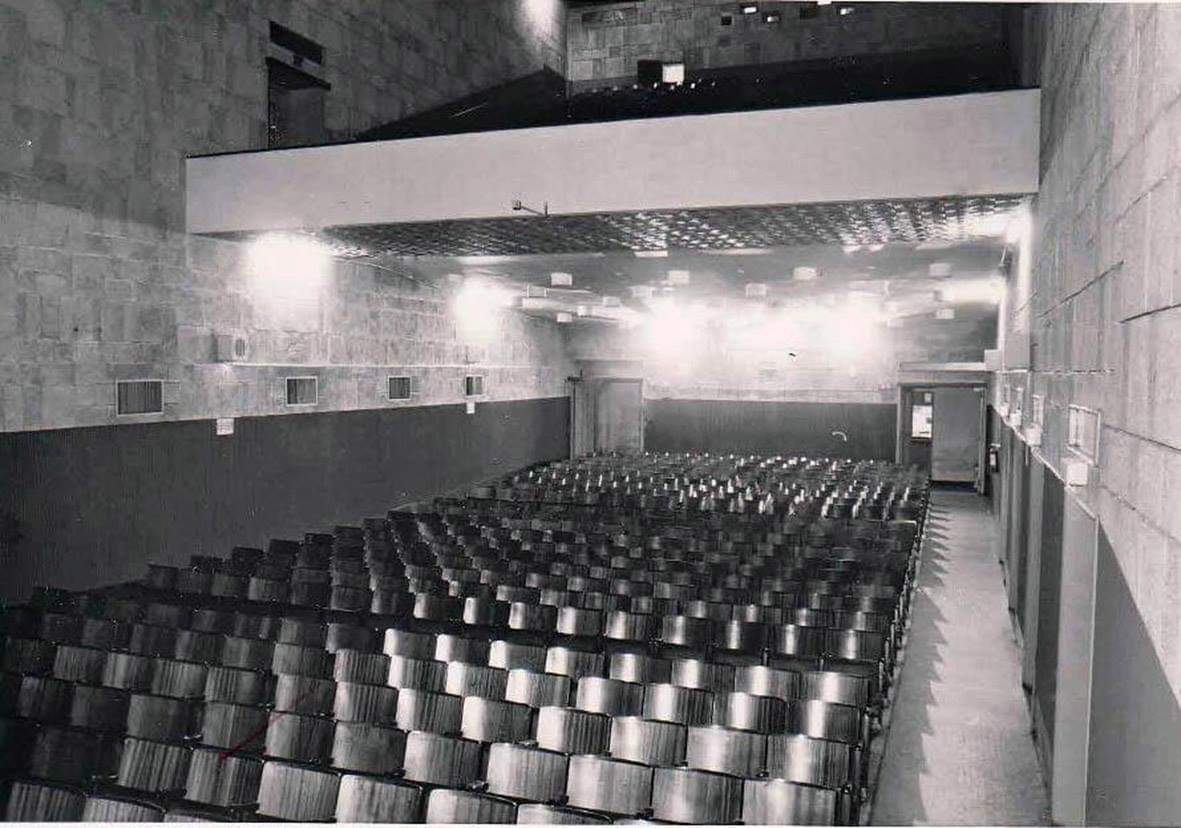
Cinema Pico (anni 1970)

Nel 1789 il conte Ottavio Greco Corbelli, "per ovviare alla carenza di un teatro 'moderno' nella città mirandolese", chiese ed ottenne dal duca Ercole III d'Este di allestire un teatro moderno all'interno del castello dei Pico, che all'epoca alloggiava le milizie estensi del Ducato di Modena.
A tal fine, su progetto dell'architetto Giuseppe Maria Soli, vennero adattati due saloni, realizzando una sala decorata a tre ordini di palchi e con cavea a ferro di cavallo. Vennero altresì approntati grandiosi apparati scenici, come richiesto dalla tradizione teatrale del tardo XVIII secolo.
Il teatro Greco Corbelli fu inaugurato ufficialmente il 29 settembre 1791, prevedendo una stagione di trenta rappresentazioni annue, con prezzi dei palchi di 110 lire per le opere serie, 90 lire per le opere buffe e 40 lire per le commedie.
Il 28 settembre 1838 venne rappresentata l'opera I Capuleti e i Montecchi di Vincenzo Bellini diretta dal maestro Isidoro Rossi.
Nel 1845 si volle dipingere il nuovo sipario del Teatro Greco Corbelli e se ne ordinò l'idea e il disegno a Giacinto Paltrinieri, che disegnò un Giovan Francesco Pico, che mostrando al figlio Giovan Tommaso l'erma dello zio Giovanni, lo incoraggia alla virtù. L'esecuzione dell'opera non fu però fortunata: il giovinetto Giovan Tommaso, dipinto dal Manzini, riuscì storpio, né il resto del lavoro corrispose alla fama del professore Crespellani.
Il teatro entrò in decadenza nell'ultimo ventennio dell'Ottocento, fino alla chiusura nel 1894. Tuttavia le cronache locali registrano una straordinaria proiezione cinematografica (una delle prime in Italia) realizzata il 31 ottobre 1896 dall'inventore-fotografo mirandolese Italo Pacchioni, pioniere del cinema italiano.
Secondo il censimento dei teatri esistenti nel Regno d'Italia nel 1868, il teatro di Mirandola poteva ospitare 700 spettatori ed era classificato di terzo ordine.
Dopo vari passaggi di proprietà, il teatro venne definitivamente chiuso dal prefetto Tamburini per motivi di ordine pubblico a seguito di disordini, cessando ogni attività nel 1903.
In seguito il teatro venne riaperto e ridenominato Teatro Pico della Mirandola.
Il 17 febbraio 
1918, dopo la disfatta di Caporetto, fu organizzata una conferenza patriottica intitolata L'aiuola che ci fa tanto feroci, a cura del ragioniere Edgardo Gambuzzi, membro del Comitato di propaganda per il prestito nazionale e di assistenza e di difesa civile.
In epoca successiva all'interno del teatro Pico venne allestito un cinematografo, divenuto in seguito un cinema a luci rosse di proprietà della famiglia Piccinini e infine chiuso alla fine degli anni 1980.